# Schweizer Radio und Fernsehen
Schweizer Radio und Fernsehen (SRF) és la companyia de radiodifusió pública de Suïssa encarregada del servei en alemany per a la Suïssa alemanya.
Creada en 2011, mitjançant la fusió de Schweizer Fernsehen i Schweizer Radio DRS, gestiona sis ràdios i tres cadenes de televisió. La nova unitat de negoci de SRG SSR, es va convertir en la casa més gran de mitjans de comunicació de la Suïssa de parla alemanya. 2.150 empleats treballen per a SRF als tres estudis principals a Basilea, Berna i Zúric.
És membre de la cadena 3Sat que emet al costat de ZDF i ARD (mitjans públics de Alemanya) i Österreichischer Rundfunk (mitjà públic d'Àustria).

## Història
El projecte de fusió dels mitjans suïssos de parla alemanya havia sorgit en 2009, com a part d'un projecte de fusió de les unitats de negoci de les diferents regions lingüístiques, així com una cooperació més estreta entre la ràdio, la televisió i els llocs en línia.
Rudolf Matter va ser designat director de la nova companyia. Era ex editor en cap de Schweizer Radio DRS, empresa radiofònica en alemany i romanx.
El canvi d'imatge més recent data de desembre de 2012.

## Senyals

### Ràdio
- Radio SRF 1: Programació generalista.
- Radio SRF 2 Kultur: Emissora cultural. Emet des de 1956.
- Radio SRF 3: Dirigida al públic juvenil.
- Radio SRF 4 News: Ràdio informativa. Emet des del 5 de novembre de 2007.
- Radio SRF Virus: Ràdio juvenil, amb major oferta musical. Va entrar a l'aire el 20 de novembre de 1999.
- Radio SRF Musikwelle: Especialitzada en música popular. Emet des de l'1 d'octubre de 1996.

Les principals ràdios tenen la seva seu en Basilea excepte Virus i Musikwelle, establertes a Zúric.

### Televisió
- SRF 1: Canal generalista. Va començar a emetre el 20 de juliol de 1953.
- SRF zwei: Ofereix una programació alternativa al primer canal. Es va inaugurar l'1 de setembre de 1997.
- SRF info: Canal d'informació contínua. Creat en 2001.

Tots els canals de televisió es produeixen des de Zuric.